# Sasha Luss

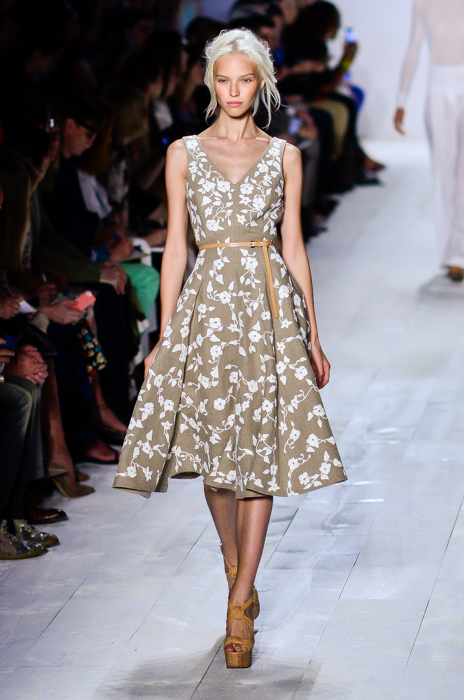
Sasha Luss (2013)

Alexandra Alexejewna Luss (russisch Александра Алексеевна Лусс; * 6. Juni 1992 in Magadan), genannt Sasha Luss (russisch Саша Лусс, dt. Transkr. Sascha Luss), ist ein russisches Model und Schauspielerin.

## Leben und Karriere

### Model
Sasha Luss begann ihre Modelkarriere 2006 bei IQ Models in Moskau, 2008 erschienen Fotos in der russischen Ausgabe der Zeitschrift Vogue und L’Officiel. 2011 wechselte sie zu Avant Models und wurde von Karl Lagerfeld in einer Zeitungsanzeige entdeckt, der sie für die Chanel-Shows engagierte. In der Folge modelte sie unter anderem in Kampagnen von Christian Dior, Valentino, Balmain und Tommy Hilfiger und war beispielsweise auf den Titelseiten der Vogue und Elle und bei Women Management, Elite Model Management und IMG Models unter Vertrag.

### Film
Ihr Filmdebüt gab sie 2017 in Valerian – Die Stadt der tausend Planeten von Luc Besson. Darin übernahm sie die Rolle der Prinzessin Lïhio-Minaa. In Anna (2019) besetzte sie Luc Besson in der Titelrolle. Luss spielt darin an der Seite von Helen Mirren, Luke Evans und Cillian Murphy die Titelfigur Anna Poliatova, ein Model, das auch als Auftragskillerin für den sowjetischen Geheimdienst KGB tätig ist. Im Thriller Shattered – Gefährliche Affäre (2022) mit Cameron Monaghan als Chris Decker verkörperte sie dessen Ex-Frau Jamie.
Im Actionthriller Hana’s Game (2024) von James Croke wurde sie für die Titelrolle der Gamerin Hana neben Alexis Ren als deren Freundin Jen besetzt. In der Actionkomödie Sheroes (2023) von Jordan Gertner spielte sie neben Isabelle Fuhrman, Wallis Day und Skai Jackson eine der Hauptrollen.

## Filmografie (Auswahl)
- 2017: Valerian – Die Stadt der tausend Planeten (Valerian and the City of a Thousand Planets)
- 2019: Anna (ᴀɴᴎᴀ)
- 2022: Shattered – Gefährliche Affäre (Shattered)
- 2023: Sheroes
- 2024: The Last Front
- 2024: Hana’s Game (Latency)
- 2024: Depravity